# Resolution Trust Corp.
Resolution Trust Corp. (RTC) war eine Auffanggesellschaft, welche in den 1980er Jahren von der damaligen US-Regierung gegründet wurde. Diese hatte den Zweck, Immobilien, Hypotheken und andere Anlagen im Gesamtwert von $ 394 Milliarden zu erwerben, welche von Hunderten zusammengebrochener Spar- und Darlehensbanken stammten.
Die Auffanggesellschaft RTC bestand zwischen 1989 und 1993. Sie wurde aufgelöst, nachdem diese sämtliche Vermögenswerte über die Jahre hinweg erfolgreich verkaufen konnte.
Die jetzige US-Regierung mit dem aktuellen Finanzminister Henry Paulson planen eine ähnliche Rettungsaktion. Sie wollen die schlechten Kredite und Hypotheken, welche als Auslöser der Finanzkrise 2007 mit dem Höhepunkt im September 2008 gelten, für rund $ 700 Milliarden über eine neu zu gründende Gesellschaft aufkaufen um dann über die Jahre hinweg wieder im Markt platzieren zu können.